# Peter Parker (serie de películas de Sam Raimi)
Peter Parker, también conocido como el Hombre Araña, es un personaje ficticio, fue interpretado por Tobey Maguire que se basa en el personaje del cómic del mismo nombre. Es el protagonista de la película Spider-Man de Sam Raimi en 2002, sus dos secuelas, videojuegos y una serie animada diseñada para estar ambientada dentro de esa continuidad, con la voz de Neil Patrick Harris. Esta versión del personaje fue seguida por la interpretación de Andrew Garfield en la duología The Amazing Spider-Man de Marc Webb (2012-2014), con una iteración adicional interpretada por Tom Holland ambientada en el (2016-presente). Tobey Maguire volvió usar su papel como personaje secundario en la película del Universo Cinematográfico de Marvel para Spider-Man: No Way Home (2021), apareciendo como una versión anterior de sí mismo junto con las versiones del personaje de sus dos sucesores. Para distinguirse de las otras dos versiones, recibe el apodo de Peter-2 y el sitio web oficial de Marvel se refiere a él como the Friendly Neighborhood Spider-Man, en el guion de la película es llamado "Raimi-Verse Peter" y "Raimi-Verse Spider-Man", en honor a Raimi.
La narrativa de la trilogía de Raimi se centra en el crecimiento de Peter Parker desde la escuela secundaria hasta la universidad, y su relación problemática con Harry Osborn, así como su relación con Mary Jane Watson, el enamoramiento de la infancia y futura novia de Peter. La narración sigue sus luchas con su doble vida como estudiante universitario y adulto joven, a menudo para decepción de su maestro universitario, el Dr. Curt Connors, así como su trabajo como fotógrafo independiente para el Daily Bugle, bajo la dirección sarcástica y abrasiva el editor en jefe J. Jonah Jameson, quien desprecia al Hombre Araña y constantemente publica artículos difamatorios sobre el justiciero. La vida secreta de Peter conduce a muchos encuentros con varios criminales sobrehumanos que amenazan la paz y la vida de los civiles en la ciudad de Nueva York.
Tobey fue elegido por Raimi y fue elegido oficialmente después de su prueba de pantalla, con actuaciones de reconocimiento de sus películas anteriores. Tobey Maguire comenzó su entrenamiento físico para el Hombre Araña, e incluso trató de aprender los movimientos típicos de las arañas en su tiempo libre. El diseñador de vestuario James Acheson comenzó a formar varios conceptos para los diseños de trajes del Hombre Araña y afirmó que el traje hacía que Tobey se sintiera claustrofóbico, prefiriendo usar el traje solo si una escena no requería que se pusiera la máscara. La interpretación de Maguire del personaje recibió respuestas muy positivas tanto de críticos como de fanáticos, además de recibir elogios de sus sucesores de acción real Andrew Garfield y Tom Holland. Se atribuyeron varias adaptaciones de videojuegos al personaje de las películas de Raimi, junto con una serie animada que fue diseñada para establecerse dentro de la continuidad de la trilogía.

## Creación y concepto

### Ejecución
David Koepp es el guionista original del personaje aparte de muchos intentos de guiones para dar vida a una película de Spider-Man. Maguire fue elegido como Peter en julio de 2000, habiendo sido la elección principal de Raimi para el papel después de ver The Cider House Rules. Inicialmente, el estudio dudaba en elegir a algunos actores, como Leonardo DiCaprio, Freddie Prinze Jr., Jude Law, Chris O'Donnell, Chris Klein, Wes Bentley y Heath Ledger, mientras que Jake Gyllenhaal (quien casi reemplazó a Maguire de sus heridas, y luego elegido como Mysterio en Spider-Man: Lejos de casa) fue considerado para el papel en la segunda película, quien no parecía encajar en las filas de los "titanes que bombean adrenalina y patean la cola", pero Maguire logró impresionar a los ejecutivos del estudio con su audición. El actor firmó un contrato en el rango de $3 a $4 millones con opciones salariales más altas para dos secuelas. Maguire fue entrenado por un preparador físico, un instructor de yoga, un experto en artes marciales y un experto en escalada, y tardó varios meses en mejorar su físico.
Tras el éxito de la primera película, 2003 vio escenas despectivas entre el actor principal Tobey Maguire y los ejecutivos de la distribuidora Sony, ya que Maguire estaba a punto de ser liberado de su contrato luego de una disputa entre la pareja. Maguire había terminado de filmar Seabiscuit, una producción ahora nominada al Oscar con múltiples nominaciones, y se había quejado del esfuerzo físico durante sus dos últimas películas. Los ejecutivos de Sony creían que esto era simplemente "parte de las tácticas de negociación de Maguire", como último intento de negociar un cheque de pago más lucrativo; una declaración rápidamente descartada por el publicista de Maguire.
Una constante en todas las reescrituras fue la idea del "disparador de telarañas orgánico" del "guion" de Cameron. Raimi sintió que llevaría demasiado lejos la suspensión de la incredulidad de la audiencia si Peter inventara tiradores de telarañas mecánicos.
Tras el lanzamiento de la tercera entrega de la serie, y su posterior éxito en la taquilla, la ahora franquicia de mil millones de dólares se desmoronó, después de que el director Sam Raimi se sintiera descontento con el guion de su planeado Spider-Man 4, dejando la película supere su fecha de estreno proyectada para mayo de 2011. Se dieron a conocer más detalles después de una declaración hecha por Raimi explicando que "el estudio y Marvel tienen una oportunidad única de llevar la franquicia en una nueva dirección, y sé que harán un trabajo excelente". Informes posteriores confirmaron que tanto Maguire como Raimi habían dejado sus respectivos roles. Sony procedió con un reinicio de la serie titulada The Amazing Spider-Man, protagonizada por Andrew Garfield como Peter Parker. El reinicio fue lanzado en los Estados Unidos el 3 de julio de 2012.
En diciembre de 2017, Phil Lord y Christopher Miller dijeron que un Peter Parker/Spider-Man adulto aparecería en la película animada de 2018 Spider-Man: Into the Spider-Verse como mentor de Miles Morales. En febrero de 2019, se confirmó que Maguire había sido considerado elegido para repetir su papel de la trilogía de Sam Raimi, pero la idea se abandonó para no confundir a la audiencia con el concepto de "Spider-Verse". con Jake Johnson elegido en su lugar en abril de 2018, a pesar de esto, las referencias a lo largo de la película y una grabación de archivo de Cliff Robertson como el tío Ben de Spider-Man 2 se utilizan para indicar que la interpretación de Johnson de Parker sigue siendo la misma encarnación como el de Maguire.
Tras el lanzamiento de The Amazing Spider-Man 2, después de que Garfield supuestamente dejara el papel de Spider-Man según los documentos publicados después del hackeo de Sony Pictures en 2014, la información filtrada del hackeo indicaba que Sony había previamente en conversaciones con Sam Raimi para que dirija Spider-Man vs. The Amazing Spider-Man, una película de cruzada multiversal en la que el Spider-Man de Garfield se encuentra con el Spider-Man de Tobey Maguire (con Maguire retomando su papel), así como una nueva trilogía cinematográfica protagonizada por Maguire (después del despido de Garfield) como un Spider-Man de mediana edad, y también estar en conversaciones con Marvel Studios sobre la integración de una versión reiniciada de Spider-Man en el Universo cinematográfico de Marvel (UCM), comenzando con Capitán América: Civil War (2016), se llegó a un acuerdo a principios de 2015 entre los dos estudios para hacer oficial este último, cancelando efectivamente la franquicia The Amazing Spider-Man.
A pesar de los dos reinicios de la serie de películas de Spider-Man, Maguire repite su papel en Spider-Man: No Way Home (2021), una película ambientada en el UCM, que aparece junto con la iteración del personaje de Garfield como personaje secundario en la nueva iteración del UCM. del Spider-Man interpretado por Tom Holland. En 2020 se informó que Maguire volvería a interpretar su papel como su versión de Peter Parker junto con otras iteraciones cinematográficas del personaje en la tercera película del UCM de Spider-Man, sin embargo, estos informes nunca fueron confirmados por Sony o Marvel Studios y negado públicamente tanto por Holland como por Garfield varias veces.

### Diseño de vestuario
Aunque el traje de Spider-Man terminó siendo fiel a los cómics, se hicieron muchos diseños. Un concepto que le gustó al diseñador de vestuario James Acheson fue la idea de tener un emblema rojo sobre un traje negro. Otro, que eventualmente conduciría al producto final, presentaba un logotipo agrandado en el pecho y rayas rojas a los lados de las piernas. Para crear el disfraz de Spider-Man, Maguire se adaptó al traje ceñido al cuerpo y se cubrió con capas de sustancia para crear la forma del traje. Fue diseñado como una sola pieza, incluida la máscara. Se usó un caparazón duro debajo de la máscara para que la forma de la cabeza se viera mejor y para mantener la máscara ajustada mientras el usuario se sentía cómodo. Para las escenas en las que se quitaba la máscara, se hizo un traje alternativo en el que la máscara era una pieza separada. La cincha, que acentuaba el disfraz, fue cortada por computadora. Los lentes de los ojos de la máscara fueron diseñados para tener un aspecto de espejo. Dykstra dijo que la mayor dificultad de crear Spider-Man fue que, como el personaje estaba enmascarado, inmediatamente perdió mucha caracterización. Sin el contexto de los ojos o la boca, se tuvo que poner mucho lenguaje corporal para que hubiera contenido emocional. Raimi quería transmitir la esencia de Spider-Man como "la transición que se produce entre ser un joven que atraviesa la pubertad y convertirse en un superhéroe". Dykstra dijo que su equipo de animadores nunca había alcanzado tal nivel de sofisticación hasta que dio sutiles pistas para hacer que Spider-Man se sintiera como un ser humano. Cuando a dos ejecutivos del estudio se les mostraron tomas del personaje generado por computadora, creyeron que en realidad era Maguire realizando acrobacias.
El diseñador de vestuario James Acheson hizo numerosos cambios sutiles al traje de Spider-Man en Spider-Man 2, aunque mantuvo el diseño relativamente igual. Los colores se hicieron más ricos y audaces. Al emblema de la araña se le dieron líneas más elegantes y se amplió, las lentes de los ojos eran algo más pequeñas y el traje muscular debajo se hizo en pedazos para dar una mejor sensación de movimiento. También se mejoró el casco que Maguire usaba debajo de su máscara, con un mejor movimiento para la mandíbula falsa y oculares magnéticos, que eran más fáciles de quitar.
En Spider-Man 3, Peter tiene dos variaciones de su traje: El tradicional y uno de color negro que se forma debido a que un simbionte alienígena se une a él. El traje de simbionte usado en los cómics por Spider-Man era completamente negro con una gran araña blanca en la parte delantera y trasera. Inicialmente, el diseño del traje de simbionte para la película estaba hecho de látex y parecía más fiel al de los cómics, pero los productores lo rechazaron. El diseño final se cambió para que la película se convirtiera en una versión negra del traje tradicional de Spider-Man, completo con un motivo de telaraña. También tenía un símbolo de araña ligeramente diferente. Como consecuencia de esto, el traje que usó Topher Grace como Venom también tenía el motivo de las correas; como señaló el productor Grant Curtis, "es el traje de Spider-Man, pero retorcido y destrozado por derecho propio". Además, el motivo le dio una sensación de vida al simbionte, dándole la apariencia de agarrarse al cuerpo del personaje.

## Apariciones en películas

### Trilogía de Spider-Man

#### Spider-Man(2002)
Peter es mostrado como un estudiante tímido de 17 años en el Midtown High School en la ciudad de Nueva York quien está enamorado desde hace mucho tiempo de su vecina Mary Jane Watson. Antes de una excursión escolar a la Universidad de Columbia, Peter se encuentra con su mejor amigo Harry Osborn, quien le presenta a su padre Norman, el director ejecutivo de Oscorp. a quien Peter idolatra. Mientras Peter, Harry, Mary Jane y sus compañeros de clase recorren un laboratorio de genética en la universidad, Mary Jane nota que falta una de las 15 arañas modificadas genéticamente en una exhibición. La araña en cuestión cae sobre Peter mientras toma una foto de MJ para el periódico escolar y lo muerde. Peter se enferma al regresar a casa y se desmaya en su habitación.
A la mañana siguiente, Peter descubre que ya no necesita lentes y que su cuerpo ahora está en mejor condición física. También descubre que ha desarrollado superpoderes parecidos a los de una araña, que le permiten evitar golpes durante una confrontación con el matón de la clase Flash Thompson, el novio de Mary Jane, y Peter vence a Flash con un solo golpe, aunque luego se disculpa con Mary Jane por la confrontación. Después de notar el auto nuevo de Flash, Peter considera impresionar a Mary Jane con su propio auto. Haciendo caso omiso del consejo de su tío Ben de que "un gran poder conlleva una gran responsabilidad", ingresa a un torneo clandestino de lucha libre para recaudar dinero y gana su primer combate, pero el promotor lo engaña con sus ganancias. Cuando un ladrón asalta de repente la oficina del promotor, Peter le permite escapar. Momentos después, descubre que Ben fue secuestrado y asesinado. Enfurecido, Peter persigue y se enfrenta al ladrón de autos, solo para darse cuenta de que fue el ladrón al que dejó escapar. Después de que Peter lo desarma, el ladrón de autos huye pero muere después de caerse por una ventana.
Al graduarse, Peter, finalmente tomando en serio las palabras de Ben por culpa, comienza a usar sus habilidades para luchar contra el crimen, poniéndose un disfraz y tomando el alias de Spider-Man. Esto no impresiona a J. Jonah Jameson, editor del periódico Daily Bugle, y comienza una campaña de desprestigio contra el trepamuros. Jameson contrata a Peter como fotógrafo independiente, ya que Peter es la única persona que proporciona imágenes claras de Spider-Man. Peter se muda a un departamento con Harry pagado por Norman al comenzar la universidad. Mantiene su identidad como Spider-Man en secreto con Harry, quien también mantiene su relación de noviazgo con Mary Jane, quien había roto con Flash, un secreto para Peter hasta que ella se lo revela.
Jameson asigna a Peter para tomar fotografías en la Feria de la Unidad Mundial, a la que asisten Mary Jane y Harry junto con la junta directiva de Oscorp. De repente, el Duende Verde, quien es en realidad es Norman con una segunda personalidad enloquecida, ataca la feria y asesina a la junta directiva, poniendo en peligro a Mary Jane y Harry. Peter se cambia a su traje de Spider-Man, salvando a varios civiles del Duende antes de rescatar a Mary Jane después de que se cae de un balcón. El Duende le propone una tregua para trabajar juntos. Cuando Spider-Man luego se niega, los dos pelean en un edificio en llamas, dejando a Spider-Man con un corte en el brazo.
Durante la cena de Acción de Gracias con Peter, su tía May, MJ y Harry, Norman nota el corte en el brazo de Peter y deduce su identidad secreta. Más tarde ataca y hospitaliza a May en un intento de "ir tras el corazón de [Peter]". Mientras visita a Peter y May en el hospital, Mary Jane le admite a Peter que está enamorada de Spider-Man, quien la salvó una vez más de los matones en un callejón, y le pregunta a Peter si Spider-Man alguna vez preguntó por ella. Cuando Peter revela indirectamente sus sentimientos por ella, Harry se acerca a los dos mientras se toman de la mano. Devastado, Harry le confía a su padre que Mary Jane ama a Peter, revelando sin darse cuenta la verdadera debilidad de Spider-Man. El Duende secuestra a MJ y la retiene a ella y a un vagón del Roosevelt Island Tramway lleno de niños como rehenes a lo largo del puente de Queensboro, lo que obliga a Spider-Man a elegir a quién salvar antes de dejarlos caer. Peter salva a ambos con la ayuda de un remolcador mientras Norman es abucheado por civiles que se ponen del lado de Spider-Man.
Norman agarra a Peter, lo arroja a un edificio abandonado y lo golpea brutalmente. Cuando Norman se jacta de que más tarde matará a Mary Jane, Peter enfurecido domina a Norman. Norman se revela a Peter, quien deja de atacar y le pide perdón, pero al mismo tiempo controla su planeador para intentar empalar a Peter. Advertido por su sentido arácnido, Peter esquiva el ataque, y el planeador empala fatalmente a Norman en su lugar. Con su último aliento, Norman le pide a Peter que no revele su identidad como el Duende Verde a Harry. Peter lleva el cuerpo de Norman a la casa de los Osborn y esconde el traje y el equipo del Duende, pero Harry llega y lo encuentra parado sobre el cuerpo de su padre. Harry toma un arma con la intención de dispararle a Spider-Man, pero escapa.
En el funeral de Norman, Harry jura vengarse de Spider-Man, a quien considera responsable de la muerte de su padre, y afirma que Peter es toda la familia que le queda. Mary Jane le confiesa a Peter que está enamorada de él. Peter, sin embargo, siente que debe protegerla de la atención no deseada de sus enemigos, por lo que oculta sus verdaderos sentimientos y le dice a Mary Jane que solo pueden ser amigos. Cuando Peter sale del funeral, recuerda las palabras de Ben y acepta su responsabilidad como Spider-Man.

#### Spider-Man 2 (2004)
Dos años más tarde, Peter lucha por mantener su vida personal mientras se desempeña como Spider-Man, y lo despiden de un segundo trabajo como repartidor de pizzas mientras lucha simultáneamente con sus estudios en la Universidad de Columbia (que sus calificaciones bajan y al igual que en su antiguo instituto es víctima del acoso escolar) y sus finanzas. También se está distanciando de sus dos amigos, Harry y Mary Jane, que han tenido éxito como el nuevo director ejecutivo de Oscorp y una actriz de Broadway respectivamente, y descubre que la tía May se enfrenta a la ejecución hipotecaria de su casa después de su fiesta sorpresa de cumpleaños.
Harry le presenta a Peter a su ídolo, el Dr. Otto Octavius, cuya investigación está financiando Oscorp, antes de una demostración del trabajo de Octavius sobre la energía de fusión. Durante la demostración, Octavius se pone un arnés con cuatro brazos robóticos e inteligencia artificial. A pesar de un comienzo exitoso, la manifestación se vuelve inestable. Octavius ignora las demandas de Harry de apagarlo mientras Peter se pone su traje para desconectarlo, pero no antes de que la explosión resultante mate a la esposa y asistente de Octavius, Rosalie, y fusione el arnés a su columna vertebral, destruyendo también el chip inhibidor que mantiene a Octavius en control del brazos.
Mientras Peter y May van a un banco para argumentar en contra de su ejecución hipotecaria, Octavius, ahora cada vez más influenciado por las armas y apodado "Doctor Octopus" o "Doc Ock" por Jameson, roba el banco en un intento de financiar un segundo intento de su experimento. Peter se vuelve a poner su traje y se enfrenta a Doc Ock mientras retiene a May como rehén. Spider-Man logra rescatar a May a pesar de dejar que Doc Ock huya con el dinero. Después de descubrir que Mary Jane se va a comprometer con el hijo de Jameson, John, y de pelear con un Harry borracho durante una fiesta, Peter sufre un colapso emocional por su incapacidad para equilibrar su vida y, como resultado, pierde sus poderes. Decide dejar de ser Spider-Man después de consultar con un médico, tirando su traje, que un indigente descubre y envía a Jameson.
Peter comienza a tener éxito en sus estudios y cambia su vida, comenzando a reparar su amistad con Mary Jane. También le revela a la tía May su papel en causar inadvertidamente la muerte del tío Ben, aunque May lo perdona después de la conmoción inicial. Mientras Peter ayuda a May a mudarse de su casa, ella le aconseja sobre la esperanza que Spider-Man le da a la gente a pesar de los sacrificios que debe hacer. Esto alienta a Peter a intentar regresar como Spider-Man debido al aumento del crimen en Nueva York, aunque sus poderes siguen perdidos.
Al requerir el isótopo tritio para alimentar su reactor, Octavius visita a Harry para exigirlo. Harry acepta a cambio de Spider-Man, a quien cree responsable de la muerte de Norman. Le dice a Octavius que busque a Peter, quien Harry cree que es amigo de Spider-Man, pero le dice a Octavius que no lo lastime. Cuando Mary Jane invita a Peter a un café para discutir si la ama o no, Octavius localiza a Peter, le dice que busque a Spider-Man y captura a Mary Jane. Su peligro lleva a la resurrección de los poderes de Peter. Cuando Jameson admite que se equivocó con Spider-Man, Peter le roba el traje al Daily Bugle y va tras Octavius. Mientras Peter lucha contra Octavius, caen en un tren subterráneo de la ciudad de Nueva York. Octavius sabotea los controles y deja a Peter para salvar a los pasajeros, lo que hace con un gran costo físico. Cuando se desmaya por el agotamiento, los pasajeros agradecidos lo salvan de caer y lo suben al tren, viendo su rostro sin máscara pero prometiendo mantener oculto su conocimiento. Intentan protegerlo sin éxito cuando Octavius regresa para capturar a Peter, a quien Octavius entrega a Harry.
Después de darle a Octavius el tritio, Harry se prepara para matar a Spider-Man, solo para sorprenderse al ver a Peter debajo de la máscara. Peter convence a Harry para que lo lleve a la guarida de Octavius, ya que hay cosas más importantes en juego. Cuando Peter llega al laboratorio del doctor frente al mar e intenta rescatar a Mary Jane discretamente, Octavius lo descubre y luchan mientras la reacción nuclear aumenta y comienza a amenazar la ciudad. Peter finalmente somete a Octavius, revela su identidad y persuade a Octavius para que deje ir su sueño por el bien mayor. Octavius ordena a los tentáculos que lo obedezcan y da su vida para destruir el experimento. Mary Jane ve la verdadera identidad y los sentimientos de Peter, y él dice que es la razón por la que no pueden estar juntos. Peter le devuelve a Mary Jane a John y se va. Sin embargo, MJ deja a John en el altar durante su boda y corre al apartamento de Peter, declarando que está dispuesta a aceptar cualquier riesgo que conlleva estar en una relación con Peter. Los dos finalmente se convierten en pareja, y Mary Jane despide a Peter cuando entra en acción como Spider-Man para ayudar a los servicios de emergencia.

#### Spider-Man 3 (2007)
Un año después, Peter finalmente encuentra la estabilidad y el éxito tanto en su vida personal como en sus hazañas como Spider-Man. Él y Mary Jane están felizmente saliendo, y después de asistir a su actuación en una nueva obra, la alcanza en Central Park. Un meteorito cae cerca y un simbionte alienígena parecido a una sustancia pegajosa sale y se adhiere a la motocicleta de Peter. Después de enviar a Mary Jane a casa, habla con la tía May, quien le da el anillo de compromiso que le dio el tío Ben, sobre proponerle matrimonio a MJ. De camino a casa, Peter es emboscado por Harry, quien ha utilizado el equipo de su padre y el suero del Duende y tiene la intención de vengar la muerte de Norman, a pesar de que Peter menciona la verdad sobre la muerte de Norman. Se produce una persecución aérea, lo que hace que Harry quede inconsciente cuando Peter le tiende una trampa. Habiendo sufrido amnesia y olvidado su vendetta contra Spider-Man, Harry se despierta en la sala de emergencias y vuelve a abrazar a Peter y Mary Jane como sus mejores amigos.
Mary Jane está molesta por una crítica negativa de su actuación y Peter intenta sin éxito relacionarse con ella usando su experiencia como Spider-Man. Más tarde se niega a informarle cuando pierde su papel en la obra. En el trabajo en el Daily Bugle, Peter descubre que un fotógrafo independiente rival, Eddie Brock, también ha comenzado a tomar fotografías de Spider-Man y Jameson enfrenta a los dos fotógrafos para un trabajo de personal. Más tarde se entera de una ceremonia en la que Spider-Man recibiría la llave de la ciudad por rescatar a Gwen Stacy, la hija del comisionado de policía de Nueva York George Stacy y también compañera de laboratorio de Peter en la Universidad de Columbia. Peter, quien se pone su traje para la ceremonia, disfruta de las alabanzas de la multitud y le da a Gwen un beso al revés que recuerda su primer beso con Mary Jane. Esto molesta a Mary Jane, lo que lleva a una discusión más tarde durante una cena con Peter, quien pospone sus planes de proponerle matrimonio en el restaurante.
Peter también se encuentra con Flint Marko, también conocido como "Sandman". Al descubrir que Marko fue quien le disparó fatalmente a Ben, no el ladrón de autos como se creía anteriormente, Peter desarrolla una venganza contra Marko y al quedarse dormido mientras escucha la radio de la policía, el simbionte sale del armario de Peter y se une a su traje, convirtiéndolo en negro. Empoderado por las habilidades del nuevo traje y con su ira amplificada, Peter se lo pone mientras se enfrenta a Marko en los túneles del metro, lo que lleva a la aparente desaparición de Marko cuando un diluvio de agua lo reduce a lodo. Cuando Peter le cuenta a May sobre la aparente muerte de Sandman a manos de Spider-Man, May se horroriza y le advierte sobre los efectos adversos de la venganza.
Mientras tanto, Harry recupera la memoria y vendetta después de experimentar una avalancha de emociones desencadenadas por pasar tiempo con Mary Jane. Al experimentar otra visión de su padre, quien lo incita a atacar el corazón de Peter, Harry chantajea a Mary Jane para que rompa con Peter y afirma que se había "enamorado de otro hombre". Harry le dice a Peter que él es el "otro hombre", lo que enfurece a Peter, quien luego se enfrenta a Harry en su ático con el traje negro debajo. Los antiguos amigos se involucran en una brutal pelea a puñetazos, teniendo Peter la delantera, insultando a Harry burlándose de su relación con su padre. Luego, Harry lanza una bomba de calabaza en un ataque desesperado contra Peter, quien sin esfuerzo lanza la bomba hacia la cara de Harry y se va.
Peter frustra un intento de Eddie de reclamar el trabajo en el Bugle, lo que lleva al despido de Brock y la posterior pelea con Gwen, con quien estaba saliendo en ese momento. Luego, Peter obtiene el trabajo con su propia imagen de Spider-Man y, bajo la influencia del simbionte, comienza a actuar con más arrogancia. Lleva a Gwen a un club de jazz donde Mary Jane había comenzado a trabajar e interrumpe una canción que está interpretando con su propia rutina de baile. Gwen se da cuenta de las verdaderas intenciones de Peter y se va, posteriormente los guardias intentan sacar a Peter sin éxito, golpeando sin darse cuenta también a Mary Jane cuando ella interviene. Al recobrar el sentido después de ver a MJ horrorizada, Peter se va y se deshace del traje de simbionte utilizando campanas de iglesia para aturdir al simbionte. Luego, el simbionte cae y se une a Brock, quien, sin que Peter lo sepa, está en la iglesia orando para que Dios lo mate. Esto crea un nuevo enemigo, Venom,con Brock conociendo la identidad secreta de Spider-Man.
Después de que May visita a Peter animándolo a no darse por vencido con Mary Jane, Venom y Sandman unen sus fuerzas contra Spider-Man, secuestran a Mary Jane y la cuelgan de un rascacielos en construcción para llamar la atención de Peter. Peter le ruega a Harry que lo ayude, pero un Harry con el espíritu quebrantado, cuyo rostro quedó desfigurado por la bomba, se niega. Peter se encuentra con Venom con su traje habitual e intenta liberar a Mary Jane, pero Sandman le tiende una emboscada. Mientras Sandman casi mata a Peter a golpes, Harry, que había descubierto la verdad sobre la muerte de su padre, llega como el Nuevo Duende para ayudar a su viejo amigo. Peter y Harry forman equipo, derrotan a Sandman y rescatan a Mary Jane, pero enfrentan dificultades para someter a Venom, quien intenta apuñalar a Peter con el deslizador de Harry, pero Harry pone el cuerpo salvándolo. Recordando la debilidad del simbionte para sonar, Peter debilita a Venom creando frecuencias sónicas y saca a Eddie del simbionte, preparándose para destruirlo con una bomba, pero Eddie salta de regreso al simbionte y muere en la explosión.
Marko reaparece detrás de Peter y explica que la muerte de Ben fue un accidente originado en un intento desesperado por salvar la vida de su hija con una enfermedad terminal y que lo ha perseguido desde entonces. Peter perdona a Marko y le permite escapar. Se balancea hacia un Harry herido de muerte, que es atendido por Mary Jane. Peter y Harry se perdonan y reafirman su amistad antes de que Harry muera a causa de sus heridas. Peter y Mary Jane asisten al funeral de Harry con varios otros y luego comienzan a reparar su relación.

### Universo cinematográfico de Marvel (UCM)

#### Spider-Man No Way Home (2021)
Un período de tiempo indefinido después de estos eventos, Peter (apodado "Peter-Dos" durante los eventos de la película) es transportado accidentalmente a una realidad diferente debido al intento interrumpido del Doctor Strange de lanzar un hechizo y restaurar la identidad secreta de Peter de ese universo. Parker (apodado "Peter-Uno") después de que Mysterio lo expusiera. Sin el conocimiento de Peter, el Norman de su universo, Octavius (tomado momentos antes de su muerte) y Marko también fueron transportados a este universo, entre otros villanos. Mientras está allí, Peter encuentra otra versión de sí mismo transportada desde otro universo (llamada "Peter-Tres") que lo ayuda a consolar a Peter-Uno después de la muerte de su tía May, que fue causada por Norman. Peter menciona que perdió al tío Ben y se arrepintió de haber perseguido al hombre que pensó que lo había matado, y le advierte a Peter-Uno que matar a Norman no lo ayudará a sobrellevar la muerte de May, pero Peter-Uno no lo escucha. Peter también menciona que su relación con Mary Jane se había complicado en algún momento después de la muerte de Harry, pero finalmente lograron que funcionara después de mucho tiempo.
Peter y los Peters alternativos acuerdan salvar a los villanos desarrollando curas para ellos y luego atraer a los villanos hacia la Estatua de la Libertad. Durante la escaramuza, Peter cura a Marko y luego se reúne con un Octavius ya curado. Peter es testigo de que Peter-Uno intenta matar a Norman y evita que lo haga. Norman luego apuñala a Peter en la espalda, aunque sobrevive, ya que los Peters alternativos lo curan. Después de que todos los villanos son derrotados y curados, Peter se despide de sus yo alternativos, ya que él, Peter-Tres y sus villanos regresan a sus universos de origen.

## En otros medios

### Televisión
- Después del éxito de la primera película de Raimi, en 2003 se lanzó una serie animada CGI / spin-off, protagonizada por Neil Patrick Harris como protagonista principal. Esta serie sirvió como una continuación alternativa suelta de la primera película de Spider-Man y era considerablemente más oscura, más valiente, orientada a adultos y madura en tono y dirección, en comparación con otras adaptaciones de Spider-Man. Recibió una recepción generalmente positiva por parte de la crítica y el público.[29][30]

- La serie animada The Spectacular Spider-Man rindió homenaje a varios elementos visuales y narrativos de las películas de Raimi y su iteración del personaje. El cocreador del programa, Greg Weisman, comentó que el equipo de producción eligió usar un estilo artístico más minimalista para el mundo y los personajes de la serie para que beneficiara particularmente a personas como el propio Spider-Man, quien luego podría animar con fluidez. Mientras está en movimiento e imita muchos movimientos presentes en la encarnación del personaje de Raimi. El afirmó: "Las películas elevaron el nivel de la emoción de Spider-Man balanceándose por la ciudad. Así que queríamos que nuestra caricatura capturara eso, lo que significaba que queríamos que el estilo fuera muy icónico, pero tenía que ser lo suficientemente limpio como para que el los animadores realmente podían hacer que estos personajes se movieran sin que las líneas corrieran por todos lados". Hay varias referencias en el programa a momentos clave con la versión de Parker de la trilogía cinematográfica, como una toma de Peter aterrizando en el metro en una pose idéntica a cuando se enfrentó inicialmente al Doctor Octopus en el tren en movimiento en Spider-Man 2, en además de evitar que un camión robado chocara con un peatón que se aproxima usando su red para restringir el movimiento, de manera similar a como el Parker de Raimi detuvo el metro activo en dicha película, así como Sandman reconciliándose con Peter y desapareciendo en el aire, emulando los últimos momentos de Peter y Marko juntos en Spider-Man 3.[31][32]

### Películas
- Antes de la decisión de Sony en 2015 de colaborar con Marvel Studios y reiniciar el personaje de Spider-Man dentro del Universo cinematográfico de Marvel, Sony consideró la opción de hacer una película cruzada entre el Spider-Man de Maguire y la versión del personaje interpretada por Andrew Garfield de The Amazing Spider-Man con Sam Raimi dirigiéndola.[33]
- Ambas versiones de Peter Parker que aparecen en la película CGI de Sony Pictures Animation de 2018 Spider-Man: Into the Spider-Verse se inspiran en esta encarnación de Spider-Man, continuando su historia desde los eventos de la trilogía de Spider-Man de Sam Raimi. El Peter Parker mayor, con la voz de Jake Johnson, pretende evocar una versión más antigua y cínica de la interpretación de Tobey Maguire, haciendo referencia directa a varios momentos icónicos de estas películas a lo largo de su carrera y, en general, tiene mala suerte, mientras que el Peter Parker más joven de la dimensión de Miles Morales, con la voz de Chris Pine, quien atraviesa escapadas idénticas pero es mucho más afortunado y exitoso en la vida, incluido un matrimonio feliz con Mary Jane, mientras que el Peter mayor también tuvo este matrimonio, pero terminó divorciado a regañadientes debido a sentirse incapaz de ser padre debido a su vocación arriesgada, un concepto originalmente concebido para Spider-Man 4 sin hacer.
  - Se eliminó una escena no utilizada que involucraba un cameo que constaba de Tobey Maguire, Andrew Garfield, Tom Holland, expresando a los fanáticos de Spider-Man en la película debido a que "era demasiado complicado".[34]
- El traje palmeado de Maguire del videojuego Spider-Man (2018) aparece como un graffiti en la película Morbius (2022) del Universo Marvel de Sony que se usa como referencia al final de Spider-Man: lejos de casa (2019).[35]